# Немачка државна полиција
Landespolizei (превод: државна полиција) је термин који се користи за означавање државне полиције било које од савезних држава Немачке.

## Историја
Данашња Landespolizei може пратити своје порекло од касног 19. века, када се Немачка ујединила у једну државу 1871, под Отом фон Бизмарком . Разни градови су такође одржавали полицијске снаге, пошто је све већи број нових закона и прописа чинио контролу градског живота компликованијом.
У нацистичкој Немачкој све државне и градске снаге су апсорбоване у Ordungspolizei, која је постојала од 1936. до 1945. године.
Источна Немачка је створила уједињену националну снагу у облику Volkspolizei, међутим, она је реорганизована према западнонемачкој полицији након поновног уједињења Немачке 1990.

## Организација
Све државне полицијске снаге у Савезној Републици Немачкој су подређене по свом Land (државном) министру унутрашњих послова. Унутрашње структуре ових полицијских снага се донекле разликују, али у већини случајева, непосредно подређени министарствима унутрашњих послова су регионални полицијски Präsidium ( штабови ). Ови штабови усмеравају операције на широком подручју или у великом граду, и имају административне и надзорне функције.

## Изглед
Полицијска кола су се кроз историји мењала, у старије време били су зелене боје, али данас су углавном жуто-плаве, зелене и плаве боје. Полицијске униформе се разликују од државе до државе, могу бити зелене, плаве, жуте или црне. Сама полиција може бити различита, у немачкој постоји водена и коњичка полиција.